# Yanxi (socken i Kina, Hunan, lat 27,66, long 110,75)
Yanxi (kinesiska: 沿溪, 沿溪乡) är en socken i Kina. Den ligger i provinsen Hunan, i den södra delen av landet, omkring 230 kilometer väster om provinshuvudstaden Changsha. Antalet invånare är 9232. Befolkningen består av 4 335 kvinnor och 4 897 män. Barn under 15 år utgör 18,0 %, vuxna 15-64 år 68 %, och äldre över 65 år 12,0 %.
Genomsnittlig årsnederbörd är 1 921 millimeter. Den regnigaste månaden är maj, med i genomsnitt 308 mm nederbörd, och den torraste är december, med 52 mm nederbörd.